# تيري كينغستون
تيري كينغستون (بالإنجليزية: Terry Kingston)‏ هو لاعب اتحاد الرغبي أيرلندي، ولد في 19 سبتمبر 1963 في كورك في جمهورية أيرلندا.

## وصلات خارجية
- تيري كينغستون عل موقع إسبنسكروم (الإنجليزية)
- تيري كينغستون على موقع ItsRugby.co.uk (الإنجليزية)